# Marc Isambard Brunel
Sir Marc Isambard Brunel, FRS (25 de abril de 1769 - 12 de diciembre de 1849) fue un ingeniero nacido en Francia que se asentó en el Reino Unido. Personalmente, prefería el nombre de Isambard, pero en general es conocido como Marc para evitar la confusión con su hijo más famoso, Isambard Kingdom Brunel. Su logro más notable fue la construcción del túnel del Támesis.

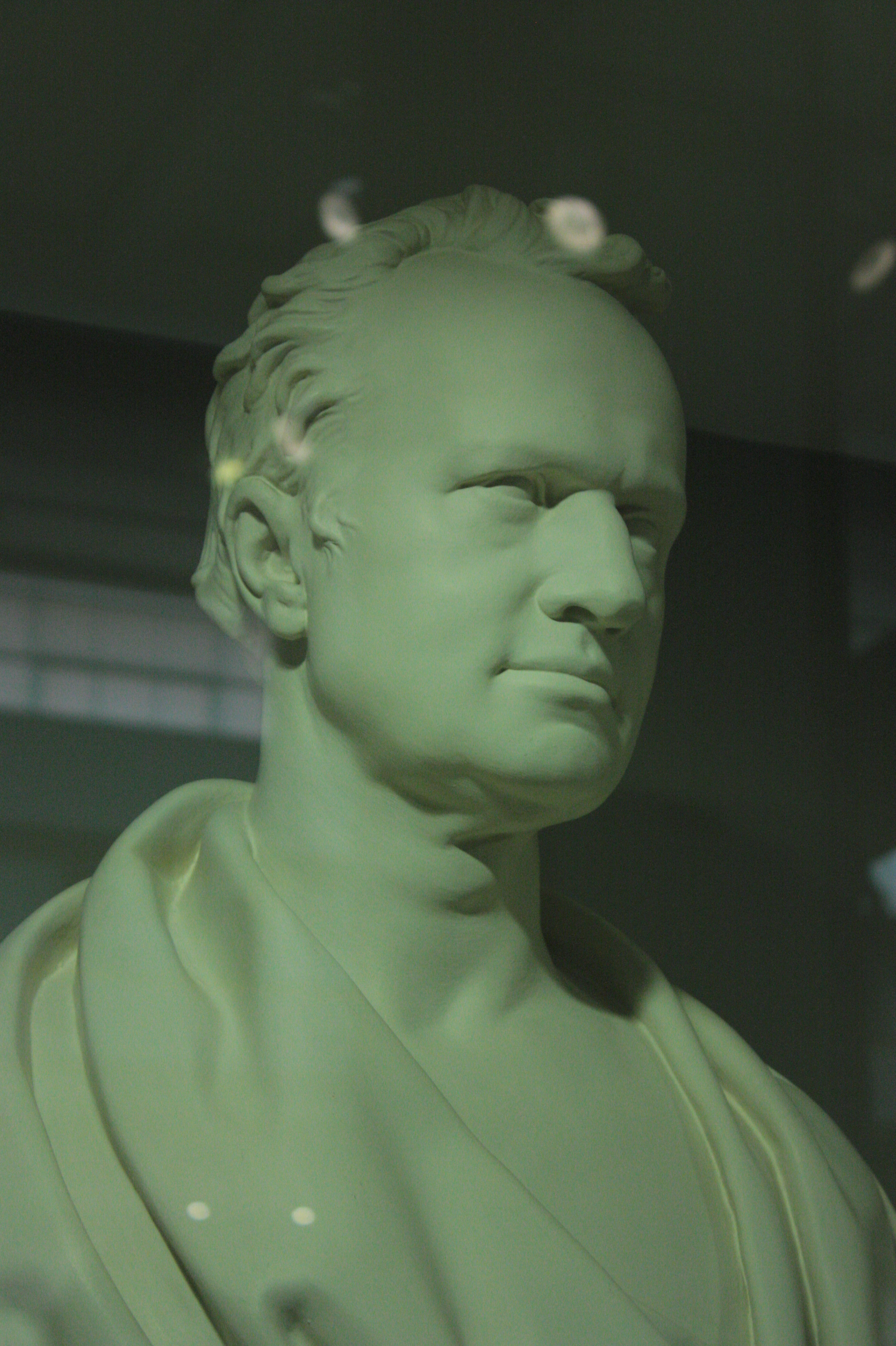
Busto de Marc Isambard Brunel (Museo de Ciencias, Londres)

Nacido en Francia, Brunel huyó a los Estados Unidos durante la Revolución francesa. En 1796, fue nombrado ingeniero jefe de Nueva York. Se mudó a Londres en 1799, donde se casó con Sophia Kingdom. Además de la construcción del túnel del Támesis, su trabajo como ingeniero mecánico incluyó el diseño de maquinaria para automatizar la producción de polipastos para la Marina Real británica.

## Primeros años en Francia
Brunel era el segundo hijo de Jean Charles Brunel y de Marie-Victoire Lefebvre. Su padre era un próspero agricultor en Hacqueville, Normandía, y Marc nació en la granja familiar. En estas familias era costumbre que el primer hijo heredara las tierras y el segundo entrara al sacerdocio. En consecuencia, Marc recibió inicialmente una educación clásica, pero no mostró ningún interés por el griego o el latín y, en cambio, demostró ser competente en dibujo y matemáticas. También destacó por sus aptitudes musicales desde muy joven.
A la edad de once años fue enviado a un seminario en Ruan. El superior del seminario le permitió aprender carpintería y pronto alcanzó capacitación como ebanista, fabricando piezas para barcos en el puerto local. Como no mostró ningún deseo de convertirse en sacerdote, su padre lo envió a vivir con unos parientes en Rouen, donde un amigo de la familia lo introdujo en el ambiente naval. En 1786, como resultado de estas enseñanzas, Marc se convirtió en cadete en una fragata francesa, y durante su etapa de servicio visitó las Indias Occidentales varias veces. Construyó un octante de latón y de marfil, y que empleó durante sus travesías.
En 1789, durante su servicio en el extranjero, comenzó la revolución francesa. En enero de 1792, se pagó su sueldo a la tripulación de la fragata, y Brunel regresó a vivir con sus familiares en Rouen. Como la mayoría de los habitantes de Normandía, era partidario de la monarquía. En enero de 1793, mientras visitaba París durante el juicio a Luis XVI, Brunel predijo públicamente de forma imprudente la caída de Robespierre, uno de los líderes de la Revolución. Tuvo suerte de salir con vida de París y regresó a Rouen. Sin embargo, era evidente que tendría que abandonar Francia. Durante su estancia en Rouen, Brunel conoció a Sophia Kingdom, una joven inglesa huérfana que trabajaba como institutriz. Se vio obligado a dejarla atrás cuando huyó a El Havre y abordó el barco estadounidense Liberty con destino a Nueva York.

## Estados Unidos
Brunel llegó a Nueva York el 6 de septiembre de 1793 y posteriormente viajó a Filadelfia y Albany. Se involucró en un plan para conectar el río Hudson mediante un canal con el lago Champlain, y también presentó un diseño para el nuevo Capitolio que se iba a construir en Washington. Los jueces quedaron muy impresionados con su diseño, pero no fue seleccionado.
En 1796, tras adquirir la ciudadanía estadounidense, fue nombrado ingeniero jefe de la ciudad de Nueva York. Diseñó varios inmuebles, muelles, edificios comerciales, un arsenal y una fábrica de cañones. No existen registros oficiales de los proyectos que llevó a cabo en Nueva York, ya que parece probable que los documentos fueran destruidos en las revueltas (Draft Riots) de 1863.
En 1798, durante una conversación en una cena, se enteró de las dificultades que tenía la Marina Real británica para obtener los 100 000 bloques de polea que necesitaba cada año, que hasta entonces se fabricaban manualmente. Brunel rápidamente elaboró un diseño preliminar de un conjunto de máquinas que automatizarían la producción. Decidió navegar hasta Inglaterra y presentar su invento al almirantazgo. Zarpó hacia Inglaterra el 7 de febrero de 1799 con una carta de presentación para el ministro de Marina, y el 7 de marzo su barco, el Halifax, atracó en Falmouth.

## Gran Bretaña
Mientras Brunel había estado en los Estados Unidos, Sophia Kingdom había permanecido en Rouen y durante la época revolucionaria conocida como el Terror, fue arrestada como espía inglesa, y día tras día se estuvo esperando la orden de ejecución, pero finalmente se salvó gracias a la caída de Robespierre en junio de 1794. En abril de 1795 pudo abandonar Francia y viajar a Londres.
Cuando Brunel llegó de Estados Unidos, viajó inmediatamente a Londres y se puso en contacto con Kingdom. Se casaron el 1 de noviembre de 1799 en St Andrew, Holborn. En 1801 dio a luz a su primera hija, Sophia; en 1804 a su segunda hija, Emma; y en 1806 a su hijo Isambard Kingdom Brunel, que llegaría a ser un gran ingeniero. Isambard Kingdom creció en Lindsey House en Chelsea (Londres).

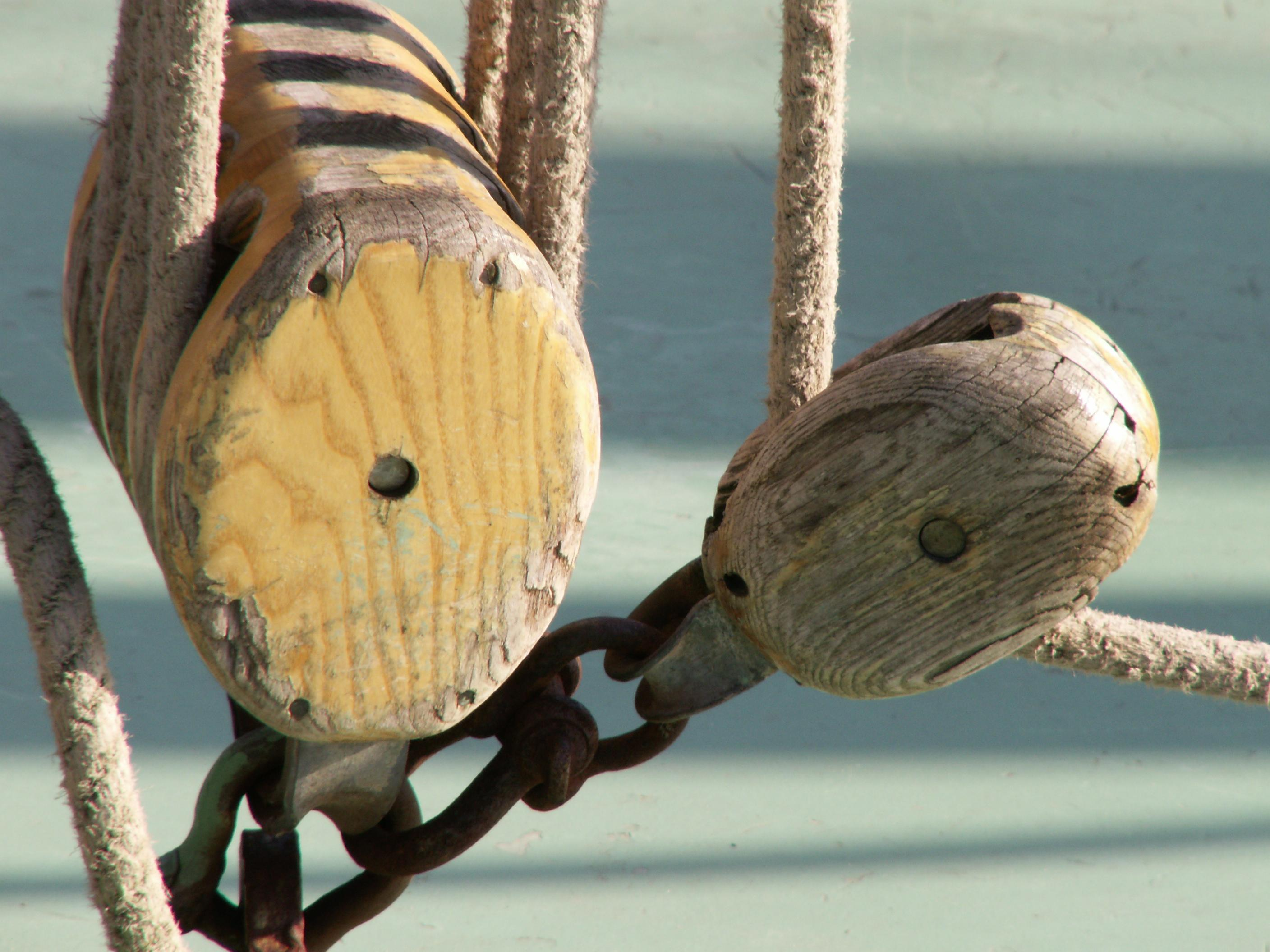
Un polipasto de poleas múltiples y uno de una sola polea para el aparejo de un velero

Durante el verano de 1799, Brunel conoció a Henry Maudslay, un talentoso ingeniero que había trabajado para Joseph Bramah y que recientemente había iniciado su propio negocio. Maudslay realizó los modelos funcionales de las máquinas para fabricar los bloques de polea, y Brunel conoció a Samuel Bentham, inspector general de obras navales. En abril de 1802, Bentham recomendó la instalación de la maquinaria para fabricar bloques de Brunel en los Talleres de Portsmouth. La máquina de Brunel podría ser operada por mujeres no cualificadas, multiplicando por diez la tasa de producción anterior. Se instalaron en total 45 máquinas en Portsmouth y en 1808 la planta producía 130 000 bloques al año. Desafortunadamente, el Almirantazgo restringió los pagos, a pesar de que Brunel había gastado más de 2000 libras esterlinas de su propio dinero en el proyecto. En agosto de 1808 acordaron pagar 1000 libras esterlinas a cuenta y dos años más tarde aceptaron un pago de poco más de 17 000 libras esterlinas.
Brunel era un ingeniero mecánico talentoso e hizo mucho para desarrollar maquinaria de aserradero, desarrollando trabajos para el Gobierno del Reino Unido en los astilleros de Chatham y Woolwich, labores en las que aprovechó su experiencia en los Talleres de Portsmouth. Construyó un aserradero en Battersea, Londres (quemado en 1814 y reconstruido en 1816), que fue diseñado para producir chapado de madera, y también diseñó aserraderos para empresas particulares. También desarrolló maquinaria para fabricar en masa botas para el ejército, pero antes de que pudiera alcanzar la producción total, la demanda cesó debido al final de las Guerras Napoleónicas. En 1814 se incorporó como miembro de la Royal Society, y 1828 fue elegido miembro extranjero de la Real Academia de las Ciencias de Suecia. Así mismo, resultó nombrado miembro honorario extranjero de la Academia Estadounidense de las Artes y las Ciencias en 1834. En 1845 fue elegido miembro honorario de la Real Sociedad de Edimburgo.

## Prisión de deudores
Su participación en algunos negocios ruinosos provocó que a principios de 1821 estuviera muy endeudado, y en mayo de ese año fue juzgado y condenado a ser recluido en la King's Bench Prison, un prisión de deudores localizada en Southwark. A los prisioneros se les permitía tener a sus familias con ellos, y Sophia lo acompañó durante su cautiverio. Brunel pasó 88 días encarcelado. A medida que pasó el tiempo sin perspectivas de obtener la liberación, comenzó a mantener correspondencia con Alejandro I de Rusia sobre la posibilidad de mudarse con su familia a San Petersburgo con el propósito de trabajar para el zar. Tan pronto como se supo que Gran Bretaña probablemente perdería a un ingeniero tan eminente como Brunel, figuras influyentes, como el duque de Wellington, comenzaron a presionar para que interviniera el gobierno, que finalmente destinó 5000 libras esterlinas para saldar las deudas de Brunel con la condición de que abandonara cualquier plan de ir a Rusia. Finalmente, Brunel salió de la prisión en agosto.

## Túnel del Támesis

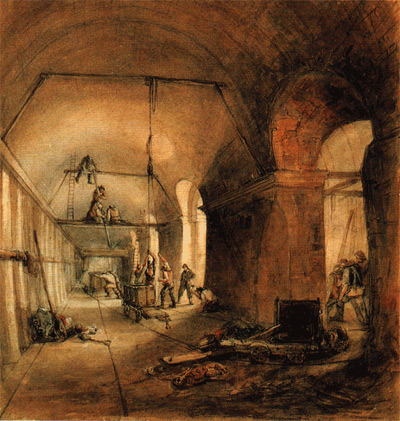
Interior del túnel del Támesis durante su construcción en 1830

En 1805 se formó la Thames Archway Company, con la intención de construir un túnel bajo el Támesis entre Rotherhithe y Limehouse. La empresa contrató a Richard Trevithick para construir el túnel, empleando a mineros de Cornualles para excavar la galería. En 1807, la obra del túnel topó con arenas movedizas, y las condiciones de ejecución se volvieron cada vez más difíciles y peligrosas. Finalmente, se abandonaron los trabajos después de haberse completado más de 1000 pies (305 m), y la gran mayoría de los expertos, encabezados por William Jessop, opinaba que dicho túnel era inviable.
Brunel ya había elaborado planes para un túnel bajo el río Nevá en Rusia, pero este proyecto nunca llegó a realizarse. En 1818, había patentado un escudo tunelador, una estructura reforzada de hierro fundido en la que los mineros podían trabajar en compartimentos separados, excavando en la cara frontal del túnel. Periódicamente, el escudo era impulsado hacia adelante mediante grandes gatos, y la superficie del túnel detrás de él se recubría con ladrillos. Se afirma que Brunel encontró la inspiración para idear su escudo de túneles en un gusano xilófago, el teredo navalis, que tiene su cabeza protegida por un caparazón duro con el que perfora las cuadernas de los barcos.
La invención de Brunel proporcionó la base para los escudos de túneles posteriores utilizados para construir el Metro de Londres y muchos otros túneles. Estaba tan convencido de que podía utilizar su escudo para excavar túneles bajo el Támesis, que escribió a todas las personas influyentes que pudieran estar interesadas en el proyecto. Por fin, en febrero de 1824, se celebró una reunión y se suscribieron 2128 acciones de 50 libras cada una. En junio de 1824 se constituyó la Thames Tunnel Company con consentimiento real, para construir un túnel que inicialmente estaba previsto para el paso de jinetes y de carruajes de caballos.

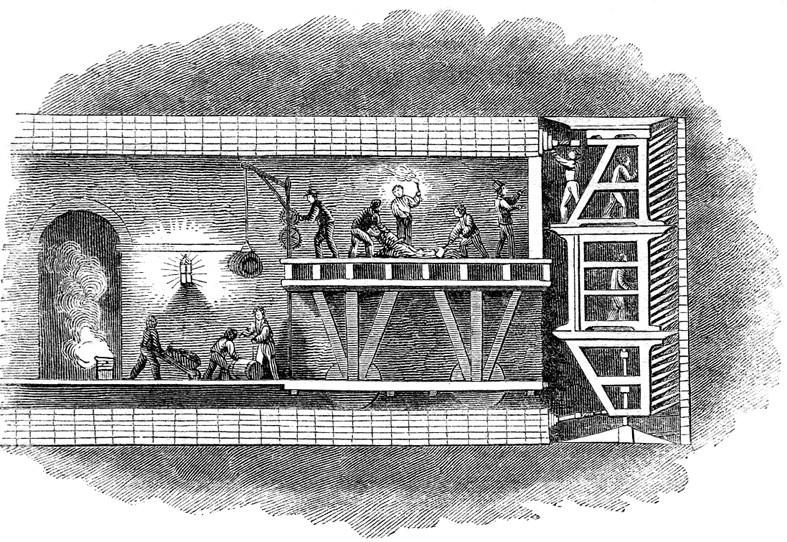
Un diagrama del escudo tunelador usado para construir el túnel bajo el Támesis

Las obras se iniciaron en febrero de 1825, hundiendo un pozo vertical de 50 pies (15,2 m) de diámetro en la orilla de Rotherhithe, lo que se hizo construyendo un anillo metálico sobre el que se construyó una torre circular de ladrillo. A medida que la torre crecía en altura, su peso obligaba al anillo a hundirse en el suelo. Al mismo tiempo, los trabajadores excavaban la tierra en el centro del anillo. Este pozo vertical se completó en noviembre de 1825, y luego se montó en la parte inferior el escudo del túnel, que había sido fabricado en Lambeth por la empresa de Henry Maudslay, quien también suministró las bombas de vapor necesarias para llevar a cabo el proyecto.
El escudo tenía una sección transversal rectangular y constaba de doce marcos, uno al lado del otro, cada uno de los cuales podía moverse hacia adelante independientemente de los demás. Cada marco contenía tres compartimentos, uno encima del otro, cada uno de ellos lo suficientemente grande como para que un hombre excavara la cara frontal del túnel. Todo el marco albergaba a 36 mineros. Cuando se había retirado suficiente material de la cara del túnel, se hacía avanzar el marco mediante grandes gatos. A medida que el escudo avanzaba, los albañiles iban completando el sostenimiento. El túnel requirió más de 7 500 000 ladrillos.

#### Biomimética, o un gusano marino como fuente de inspiración en ingeniería
A principios del siglo XIX, Marc Brunel se inspiró en la anatomía y el comportamiento del teredo navalis (un gusano marino xilófago también conocido como broma) para mejorar la tecnología de los túneles. Basándose en sus observaciones sobre la forma en que las valvas del gusano le permiten a la vez excavar una galería en la madera y protegerse de ser aplastado por los movimientos del material, Brunel diseñó un ingenioso marco modular de acero, que permitiría a los trabajadores excavar con éxito un túnel bajo el lecho del río Támesis, muy inestable. Con su invento, consiguió construir el primer túnel de gran longitud bajo un río navegable.

### Dificultades en la obra
Brunel contó con la ayuda de su hijo, Isambard Kingdom Brunel, que por entonces contaba con 18 años de edad. Se había planeado que la galería pasase a no más de 14 pies (4,3 m) por debajo del lecho del río en su punto más bajo, lo que acabaría causando graves problemas. Otra circunstancia que obstaculizó los trabajos fue que William Smith, el presidente de la compañía, pensó que el escudo del túnel era un lujo innecesario y que la ejecución de la galería podría ser más barata con métodos tradicionales. Quería que Brunel fuera reemplazado como ingeniero jefe, e intentaba cuestionar constantemente sus decisiones, a pesar de que el escudo demostró rápidamente su utilidad. A lo largo de la excavación del túnel, tanto Brunel como su asistente de ingeniería sufrieron problemas de salud, y durante un tiempo, su hijo Isambard tuvo que soportar toda la responsabilidad del trabajo.
Se produjeron varios casos de inundaciones en el frente del túnel debido a su escasa distancia al lecho del río. En mayo de 1827 fue necesario tapar un enorme agujero que apareció en el cauce del Támesis. Los recursos de la Thames Tunnel Company se agotaron y, a pesar de los esfuerzos por recaudar más dinero, hubo que sellar el túnel en agosto de 1828. Brunel renunció a su cargo, frustrado por la continua oposición del presidente de la compañía. Tras cancelarse las obras del túnel, realizó varios proyectos de ingeniería civil, incluida la asistencia a Isambard en el diseño del puente colgante de Clifton.
En marzo de 1832, William Smith fue depuesto como presidente de la Thames Tunnel Company, quien había sido una espina clavada en el costado de Brunel durante todo el proyecto. En 1834, el gobierno acordó un préstamo de 246 000 libras esterlinas. El antiguo escudo de 80 toneladas fue retirado y reemplazado por un nuevo escudo mejorado de 140 toneladas, que constaba de 9000 piezas que debían ensamblarse bajo tierra. Se reanudó la construcción del túnel, pero todavía hubo casos de inundaciones en las que las bombas a duras penas pudieron achicar el agua infiltrada en la galería. Los mineros se vieron afectados por el constante flujo de agua contaminada, y muchos de ellos enfermaron. A medida que el túnel se acercaba a la orilla de Wapping, comenzaron los trabajos para hundir un pozo vertical similar al de Rotherhithe. Esta parte de la obra comenzó en 1840 y tardó trece meses en completarse.
El 24 de marzo de 1841, Brunel fue nombrado bachiller caballero por la entonces joven reina Victoria por sugerencia del príncipe Alberto, quien había mostrado gran interés por el progreso de las obras. El túnel se abrió en el lado del río Wapping el 1 de agosto de 1842. El 7 de noviembre de 1842, Brunel sufrió un derrame cerebral que paralizó su lado derecho por un tiempo. El túnel del Támesis se inauguró oficialmente el 25 de marzo de 1843. A pesar de su mala salud, Brunel participó en la ceremonia de apertura. Unas 15 semanas después, cerca de un millón de personas habían utilizado el túnel. El 26 de julio de 1843 recibió la visita de la reina Victoria y del príncipe Alberto. Aunque inicialmente estaba destinado al tráfico de caballos, el túnel siguió siendo solo para peatones.

### Desarrollos posteriores
En 1865, la East London Railway Company compró el túnel del Támesis por 200 000 libras esterlinas y cuatro años más tarde pasaron los primeros trenes por él. El túnel pasó a formar parte del sistema del Metro de Londres y sigue en uso en la actualidad, como parte de la East London Line del London Overground.
La casa de máquinas de Rotherhithe pasó a manos de una organización benéfica en 1975 y en 2006 se transformó en el Museo Brunel.

## Vida posterior

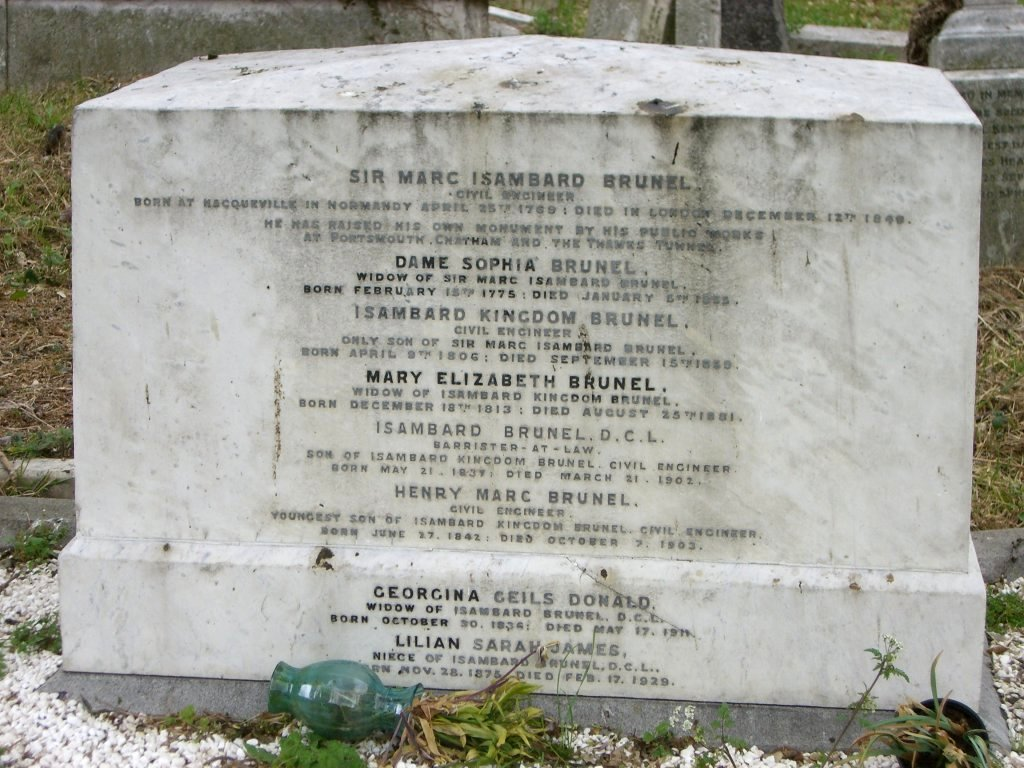
Sepultura de la familia Brunel en el cementerio de Kensal Green

Después de la finalización del túnel del Támesis, su mayor logro, Brunel se encontraba delicado de salud. Nunca volvió a aceptar grandes encargos, aunque sí colaboró con su hijo Isambard en varios proyectos. Orgulloso de los logros de su hijo, estuvo presente en la botadura del SS Great Britain en Bristol el 19 de julio de 1843. En 1845, sufrió otro derrame cerebral más severo y quedó casi totalmente paralizado del lado derecho. El 12 de diciembre de 1849, murió a la edad de 80 años, y sus restos fueron enterrados en cementerio de Kensal Green de Londres. Su esposa, Sophia, fue posteriormente enterrada en la misma sepultura, seguida por su hijo Isambard tan solo 10 años después.